# Мэгдийн Хойлогдорж
Мэгдийн Хойлогдорж (монг. Мэгдийн Хойлогдорж; 7 мая 1948 года, Богд, Уверхангай) — монгольский борец вольного стиля, заслуженный мастер спорта Монголии, призёр чемпионатов мира, участник Олимпийских игр.

## Результаты выступлений на Олимпийских играх
На Олимпийских играх 1972 года в Мюнхене выступал в весовой категории до 57 кг. Одержал победу на туше над Мойзесом Лопесом  (Мексика), свёл вничью схватку с Ласло Клингой (Венгрия), проиграл по очкам Ивану Кулешову (СССР) и Рамезану Хедеру (Иран). См. таблицу турнира.
На Олимпийских играх 1976 года в Монреале выступал в весовой категории до 57 кг. Одержал победы на туше над такими соперниками, как Владимир Юмин (олимпийский чемпион 1976 г., СССР), Хорхе Рамос (чемпион Панамериканских игр 1975 г., Куба), Ласло Клинга (бронзовый призёр Олимпийских игр 1972 г., Венгрия); проиграл по очкам Ханс-Дитеру Брюхерту (ГДР) и Масао Араи (Япония), в итоге занял 6-е место. См. таблицу турнира.

## Спортивные достижения
- Чемпионат мира 1971 года, София, Болгария (57 кг) — бронза
- Чемпионат мира 1973 года, Тегеран, Иран (57 кг) — серебро